# Specifikacija
Specifikacija  (od kasnolatinskog specificare: razvrstati) je jedna od osnovnih metoda spoznaje. To je obrnut proces generalizaciji. Specifikacija sužava obujam pojma.
Specifikacija je nabrajanje pojedinosti, podroban (detaljan) opis, spisak svih pojedinačnih predmeta koji spadaju zajedno; posebno označenje.[nedostaje izvor]

## Relevantni članci
- Metodologija